# Rauchküche

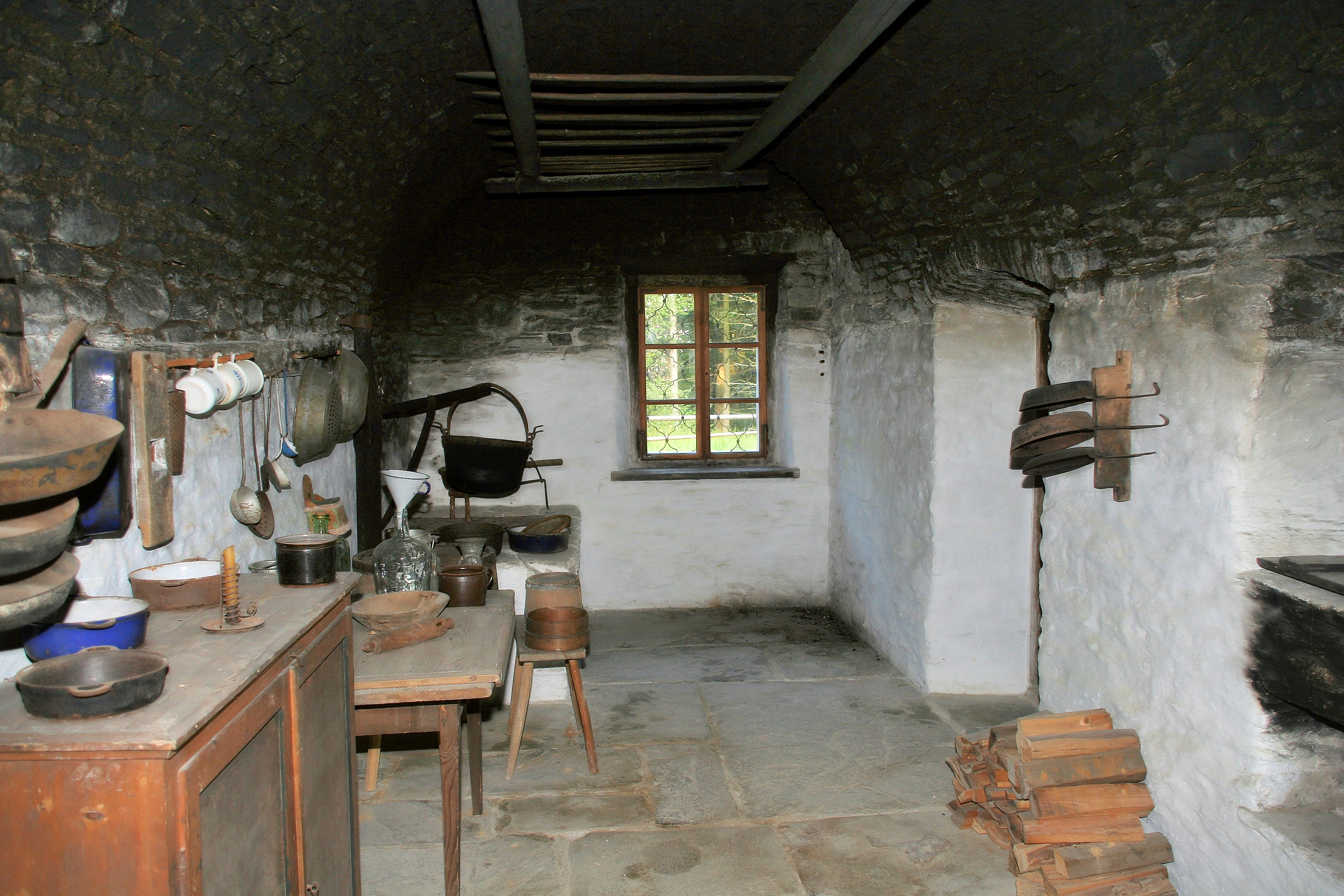
Rauchkuchl, Salzburger Freilichtmuseum

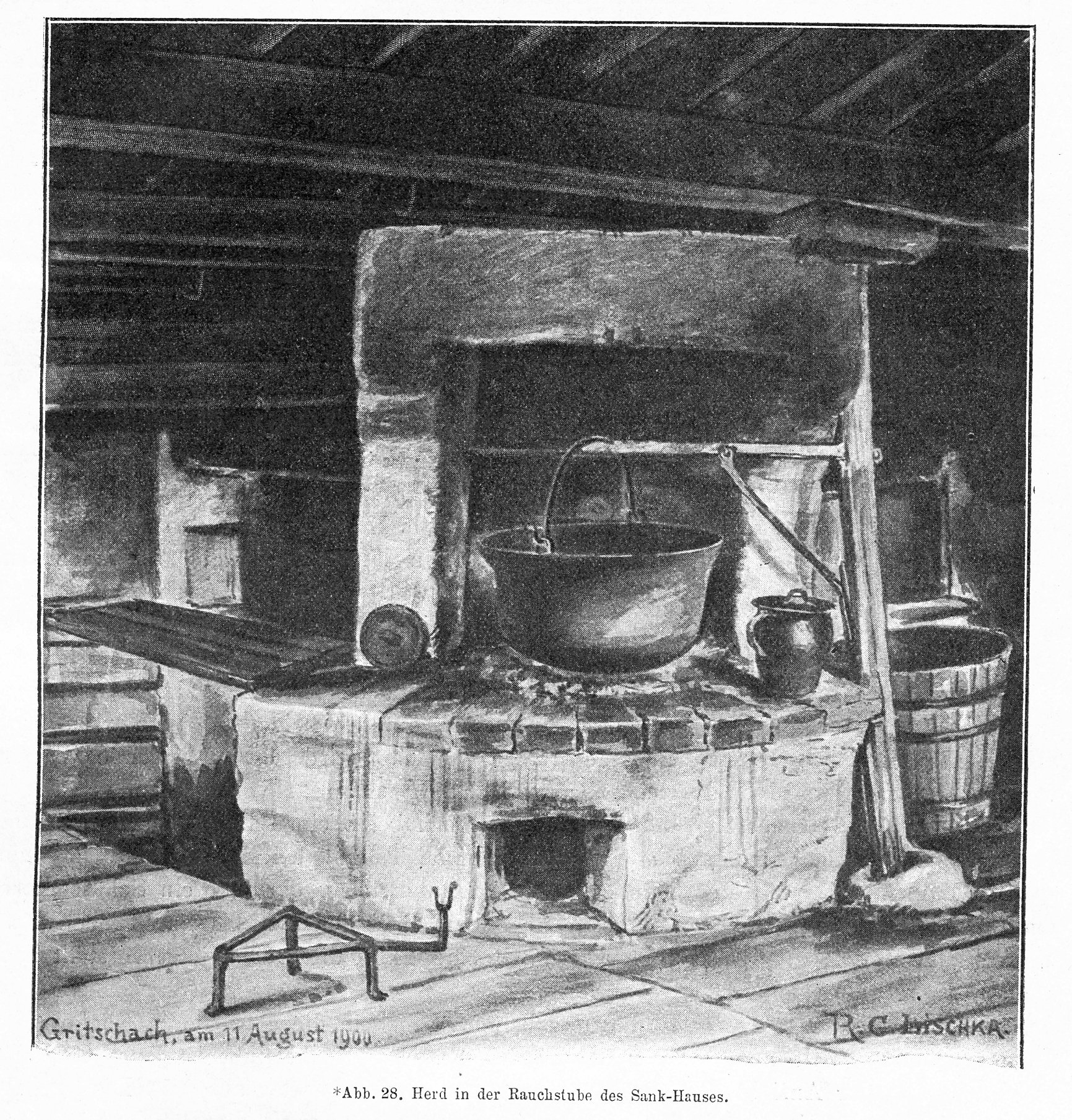
Offener Herd mit Funkenhut und Kesselreide, um 1900

Eine Rauchküche (auch: Rauchkuchl, Rußkuchl, Schwarzküche, schwarze Küche oder Rauchstube) ist eine Küche, in der auf offenem Feuer gekocht wurde. Der Rauch stieg zuerst in einen über der Feuerstelle errichteten „Funkenhut“, der entweder gemauert oder häufiger als ein mit Lehm feuerfest gemachtes Holzgerüst errichtet wurde. Von dort fielen die Funken ins Feuer zurück, und der nunmehr funkenfreie Rauch sammelte sich unter der Raumdecke, wo er von oben gesehen bis zu etwa einem Viertel der Raumhöhe „hing“ (und die Oberflächen rußschwarz färbte). Von dort zog er entweder unmittelbar durch die undichte Küchendecke und den Dachraum durch das Dach (diese Lösung wird auch Rauchhaus genannt) oder durch einen hölzernen Kamin oder eine Öffnung über der Küchentür in den Vorraum und von dort ins Freie. Über dem Herd wurden die dort aufbewahrten Lebensmittel geräuchert, in früheren Zeiten in einer Räucherkammer oberhalb der schwarzen Küche, in späteren Zeiten nach Verwendung eines Kamins oder Rauchabzugs direkt in diesem.
Nicht selten war die schwarze Küche ein fensterloser Raum im Zentrum des Hauses; die Bezeichnung schwarze Küche leitet sich aber wohl nicht von der teilweisen Lichtlosigkeit ab, sondern von der Schwarzfärbung der Wände und der Decke durch Ruß und Teer aus dem Rauch.
Die Rauchküche ist ihrerseits eine Verbesserung (oder Funktionsverkürzung) der älteren Rauchstube, die noch Küchen- und Aufenthaltsfunktion vereinte. Die Rauchküche ist hingegen bereits von der Stube getrennt, die über einen hineinragenden Kachelofen verfügt, der von der Rauchküche aus beheizt wird und so die Stube wärmt, ohne diese selbst dem Rauch auszusetzen.
Im bäuerlichen Bereich wurden Rauchküchen erst gegen Ende des 19. Jahrhunderts unter dem Druck moderner Feuerschutzbestimmungen durch die Kombination aus dem neu eingeführten Sparherd und dem gemauerten und daher feuerfesten Schornstein abgelöst.